# ユスケ銀行
ユスケ銀行（ユスケぎんこう、デンマーク語: Jyske Bank A/S）は、デンマーク・ユトランド半島中部のシルケボーに本部を置く総合金融機関。デンマーク国内に100近くの店舗を有する大手金融機関の一つ。ナスダック・コペンハーゲン上場企業（Nasdaq Nordic JYSK）。名称は「ユトランドの銀行」を意味する。

## 沿革
1967年7月、4つの地方銀行（シルケボー銀行、Kjellerup Bank、Kjellerup Handels- & Landbrugsbank、Handels- & Landbrugsbanken i Silkeborg）の合併によって設立された。初代CEOは、シルケボー銀行取締役のPoul Norupが就任し1989年の退職まで務めたが、同CEOは金利協定の変更をたびたび試み、また自由競争を制限する業界団体からユスケ銀行を脱退させるなど、型破りの試みから、デンマーク国内では「The catfish in the tank(水槽の中のナマズ)」と綽名されたが、ユスケ銀行はこの間にデンマークで首都以外の地方都市を拠点とする唯一の全国規模の銀行に成長した。1980年にFinansbankenを買収し投資銀行部門が強化され、1982年には支店がない地域でもサービスを利用できるメールオーダーの銀行サービスを開始した。
1991年にジブラルタルの子会社がスペインでの大規模な土地の資金調達のためローンの水増しを行ったことが発覚し、この問題の最終的な決着には2005年まで時間を要したが、この期間に、取引の透明性を高めるための改革が実行された。1998年にネット銀行事業を開始した。2020年、ジブラルタルの子会社を売却した。2022年、スベンスカ・ハンデルスバンケンのデンマーク事業を買収した。

## スポンサー
1991年以来、デンマークのサッカークラブであるシルケボーIFのスポンサーを継続して務めている。